# José Hernández Quero
José Hernández Quero (Granada; 27 de noviembre de 1930) es un pintor, grabador y diseñador español.

## Biografía
Nacido en el Realejo granadino. Séptimo hijo de Dolores y Rafael (artesano de aperos de labranza). Su abuelo, un carpintero valenciano, se había establecido en Granada a finales del siglo XIX.
Su primer maestro fue su vecino Manuel Maldonado. En 1945 entró en la Escuela de Artes y Oficios de su ciudad natal, donde coincidió con Capulino, Torres Rada y Prados López. Tres años después trabaja como tallista de muebles y en 1951 en un taller litográfico. Comienza a pintar en el Generalife.
En 1956, siguiendo el consejo del jienense Miguel Pérez Aguilera ingresó en la Escuela de Bellas Artes de Sevilla y en 1959, con una beca del Ayuntamiento de Granada, viajó a París. En 1960 alterna su asistencia a la Escuela de Bellas Artes de San Fernando 
con visitas al Museo del Prado y trabajos para una editorial. Una nueva beca le permitió viajar a Italia. A su regreso, en 1962, emprende estudios de grabado calcográfico, técnica con la que pronto conseguiría varios premios. Becado ese verano en la Escuela de paisaje de El Paular, obtuvo la Medalla de Oro. En 1964 concluye sus estudios de grabado y al año siguiente, gracias a una nueva beca de la Fundación Juan March, viaja a Italia, trabajando en la «Calcografia Nazionale de Roma y Gabinetto della Stampa de Florencia». De nuevo en España tiene lugar durante una exposición en Segovia una de las anécdotas preferidas del pintor: el actor Henry Fonda le compró dos cuadros.[cita requerida]
En mayo de 1970 ganó la Cátedra de Dibujo Artístico de la Escuela de Artes y Oficios de Madrid. Ese mismo año, en septiembre, muere su padre. Otra beca de la Fundación Juan March (en la especialidad de aguafuerte y xilografía) le permite viajar por España trabajando en una monografía sobre “El paisaje español”.
En 1981, con 51 años se casa con la lujeña María Luisa Rodríguez Melero. Su actividad como grabador se hace más intensa y generosa, donando parte de su obra a varias instituciones: Biblioteca Nacional, Calcografía Nacional, Universidad de Granada, Museo Nacional del Romanticismo, Real Academia de Bellas Artes Santa Isabel de Hungría de Sevilla, Museo Municipal de Madrid, Banco de Granada.
A lo largo de 1991, una excedencia laboral le permitió elaborar una "memoria de ayuda docente", tras sus investigaciones sobre la Moda y Textiles en Barcelona, Tarrasa y, en Nueva York, en el Museo Metropolitano y el Instituto del Traje. En 1992 se jubiló anticipadamente. En 1998 murió su madre.
Académico en la Real Academia de Bellas Artes Nuestra Señora de las Angustias de Granada en 1978, en la de Sevilla en 1988 (que en 2003 le concedería además la Medalla a las Bellas Artes) y, un año después, académico en la de Madrid.

## Exposiciones (selección)
En 1957 realizó su primera exposición individual en el Liceo de Granada (1957). Su primera participación en la Exposición Nacional de Bellas Artes ocurrió en 1964. En 1966 participa en el XV Salón del Grabado, organizado por la Dirección General de Bellas Artes (Madrid).
Varias exposiciones antológicas: en 1982 en la "Galería Kreisler" de Madrid; en 1990 en el Banco de Granada y Carmen de Los Mártires, Granada;  en 1999 en el Centro Cultural Gran Capitán, Granada y en 2001 en la Sala Retiro, Madrid.
En el campo internacional, estuvo presente en la III Bienal Hispanoamericana de Arte “El paisaje en la pintura contemporánea”, organizado por el Instituto Nacional de Bellas Artes mexicano en 1981.

## Obra en los principales museos y colecciones
En Madrid:
- Museo Nacional Centro de Arte Reina Sofía, Museo de la Real Academia de Bellas Artes, Calcografía Nacional, Dirección General de Bellas Artes y Gabinete de Estampas de la Biblioteca Nacional.

En Granada:
- Museo de la Fundación Rodríguez-Acosta, Museo Provincial de Bellas Artes, Museo Arqueológico y Patronato de la Alhambra.

Otras localidades dentro y fuera de España:
- Real Academia de Bellas Artes de Sevilla. Museo Nacional del Teatro, Almagro (Ciudad Real). Museo Provincial de Bellas Artes de Jaén. Museo Provincial de Bellas Artes de Zaragoza. Museo de San Telmo, San Sebastián. Museo de Santa Cruz, Toledo. Institut del Teatre-Palao Güell, Barcelona. Museo del Grabado Español Contemporáneo, Marbella (Málaga). Gabinetto della estampa de Florencia. Gabinetto della estampa de Roma. Instituto Nacional de Estudios de Teatro, Buenos Aires (Argentina).